# Рокка-Санта-Марія
Рокка-Санта-Марія (італ. Rocca Santa Maria) — муніципалітет в Італії, у регіоні Абруццо,  провінція Терамо.
Рокка-Санта-Марія розташована на відстані близько 125 км на північний схід від Рима, 37 км на північ від Л'Аквіли, 16 км на захід від Терамо.
Населення — 546 осіб (2014).
Щорічний фестиваль відбувається 10 серпня. Покровитель — святий мученик Лаврентій.

## Демографія
Населення за роками:

Станом на 1 січня 2023 року в муніципалітеті офіційно проживало 35 іноземців з 9 країн, серед них 17 громадян країн Євросоюзу та 5 громадян України.

## Сусідні муніципалітети
- Аматриче
- Кортіно
- Торричелла-Сікура
- Валле-Кастеллана